# Spinnerei (Backnang)

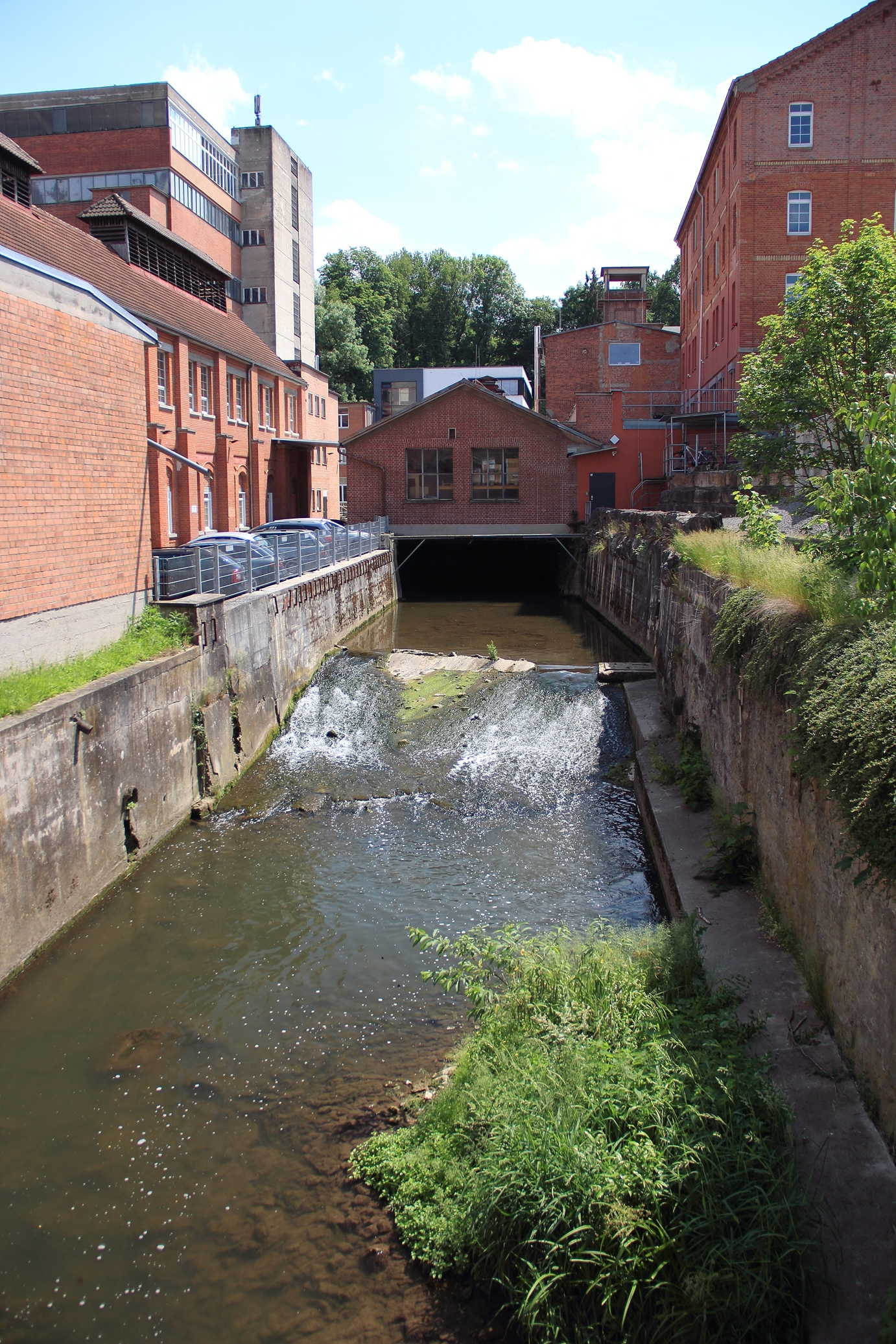
Das ehemalige Werksgelände links und rechts der Weißach

Die Spinnerei (auch Obere Spinnerei genannt; früher auch Obere Fabrik) ist ein ehemaliger Wohnplatz der Großen Kreisstadt Backnang im baden-württembergischen Rems-Murr-Kreis. Die Ansiedlung entstand im 18. Jahrhundert und geht auf eine Wassermühle an der Mündung der Weißach zurück. Eng verbunden ist der Ort mit der Geschichte der J.F. Adolff AG, die hier bis zu ihrer Auflösung 1994 ihren Hauptsitz hatte.

## Lage
Der inzwischen vollständig in Backnang aufgegangene Wohnplatz liegt nahe der Mündung der Weißach in die Murr. Die Straßennamen lauten Beim Marienheim, Roßlauf und Spinnerei.

## Geschichte

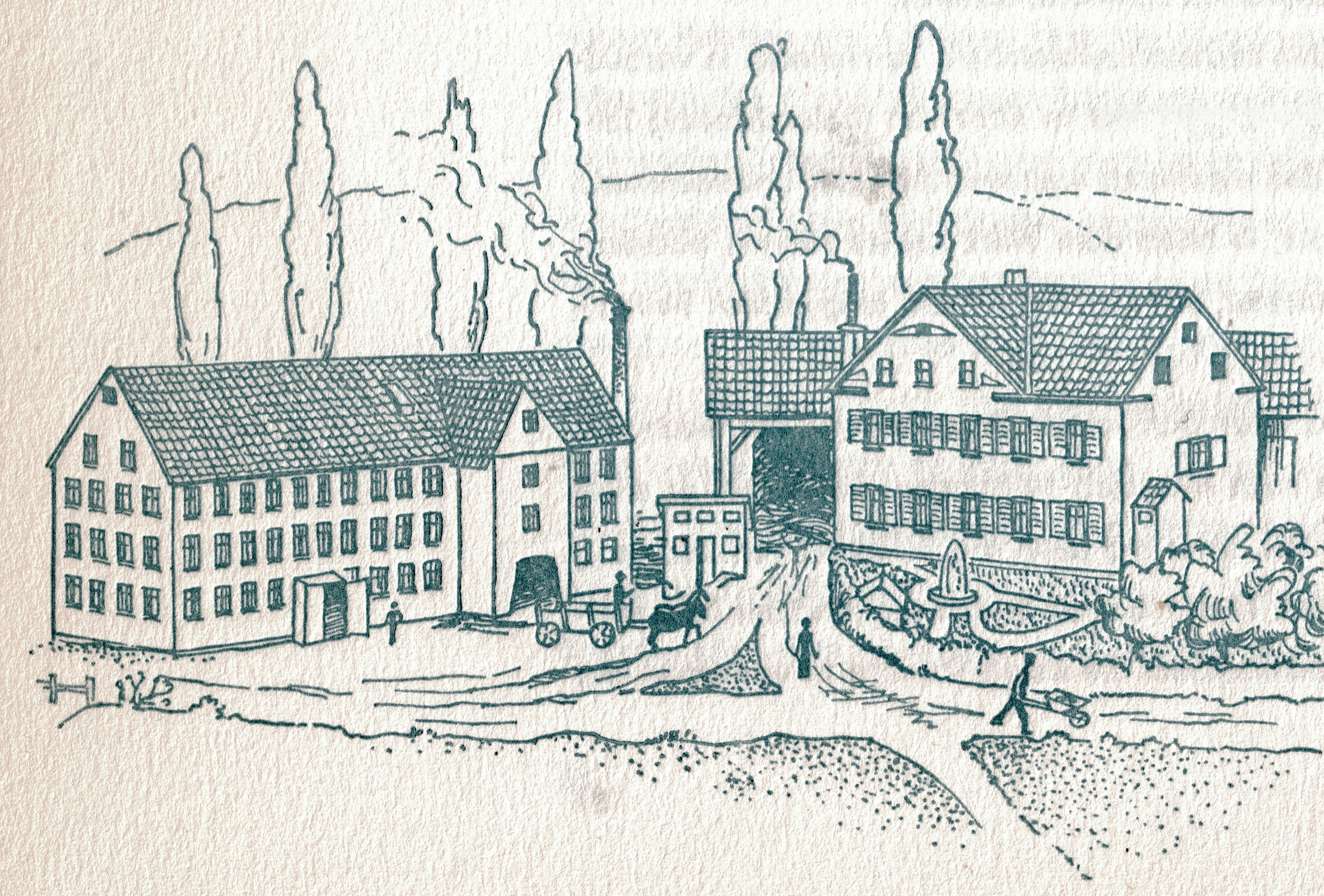
Die Spinnerei am Ende des 19. Jahrhunderts

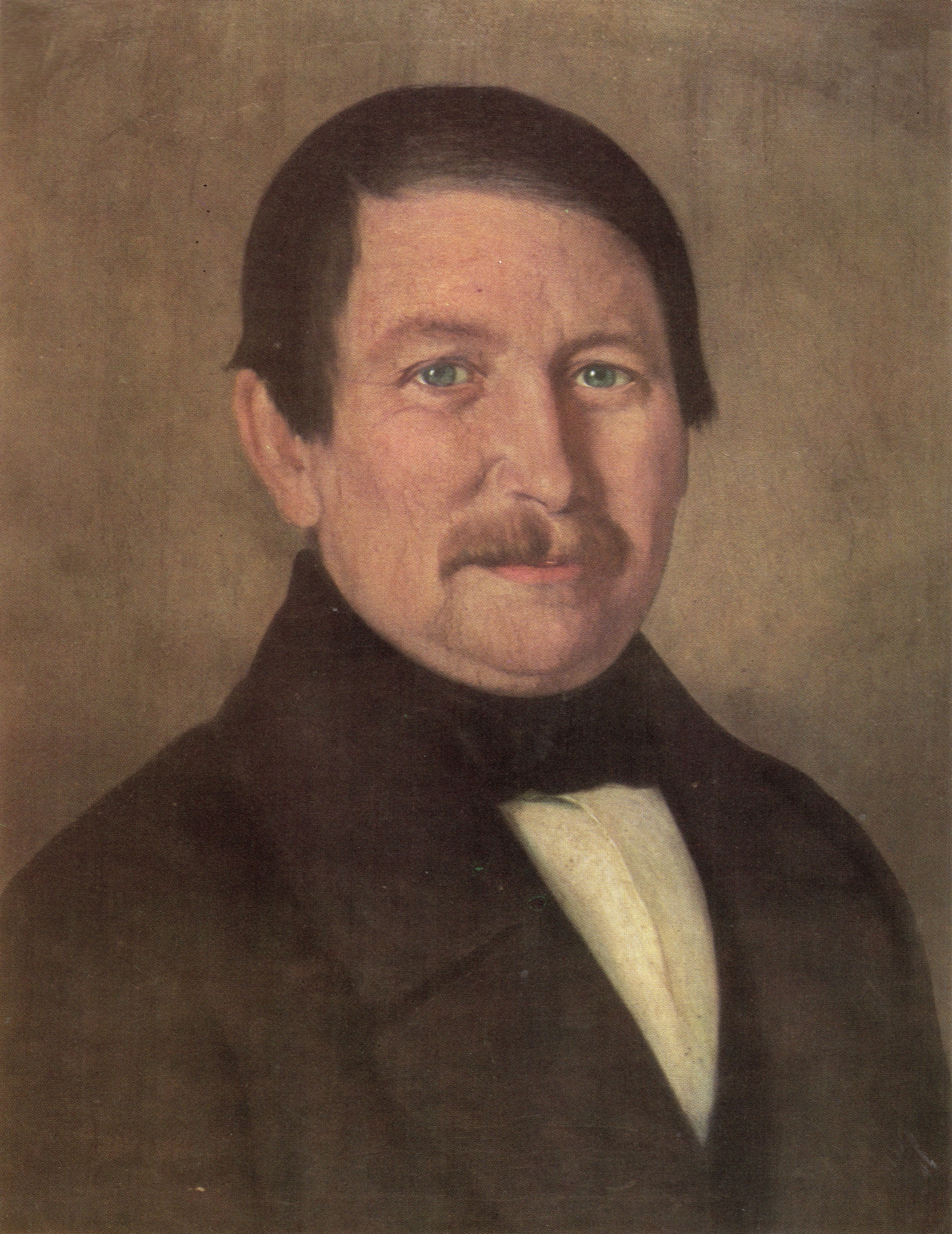
Fabrikant Johann Friedrich Adolff

Erstmals erwähnt wurde die Wassermühle zu Beginn des 18. Jahrhunderts. 1713 errichtete Michael Schwarz eine Schleifmühle ohnfern hiesiger Stadt am Weißach-Bach. Die Schleifmühle war etwa 50 Jahre in Betrieb; 1772 ist die Mühle eingegangen. Anschließend kam das Grundstück in Besitz des Gerichtsverwandten Winter. Um 1830 erwarben die Brüder Gottlob und Johannes Körner das Grundstück und errichteten dort eine Ölmühle und Hanfreibe. Allerdings währte die Ölschlägerei nicht lange: 1832 wurde das Anwesen von Kaufmann Heinrich Grunsky aus Stuttgart und Friedrich Koch aus Öhringen für 3300 Gulden erworben und in dem Mühlengebäude eine mechanische Spinnerei eingerichtet. Später wurden Kaufmann Klemm und der Tuchscherer Johann Friedrich Adolff Mitgesellschafter. Adolff, Grunsky und Klemm hielten jeweils 1/3 der Geschäftsanteile. 1838 gelang es J. F. Adolff, die Geschäftsanteile der Mitgesellschafter in seiner Hand zu vereinigen. Die Spinnerei konnte expandieren und australische Schafwolle sowie amerikanische Baumwolle verspinnen. Wegen dem starken Wachstum des Unternehmens reichte die Wasserkraft bald nicht mehr zum Betrieb aus. Daher wurde schon 1864/65 zur Unterstützung der Wasserkraft der Weißach eine Dampfmaschine mit 12 PS Leistung angeschafft. Zu Beginn des 20. Jahrhunderts hatte die Mühle eine Leistung von 17 PS. Das Wasserrad wurde 1904 abgebaut durch eine Francis-Turbine ersetzt. 
Johann Friedrich Adolff zog sich 1884 aus dem Geschäft zurück; sein Sohn Eugen Adolff (1842–1925) trat an seine Stelle. Unter seiner Leitung konnte das Unternehmen seine Produktionskapazitäten erweitern und die Umsätze steigern. Um 1900 entstand am Standort ein neues Gebäude; die alte Mühle wurde abgerissen. Die Produktionshallen wurden ständig erweitert, ein neues Kesselhaus wurde errichtet sowie eine 600 PS starke Dampfmaschine aufgebaut. Da es in der Region Backnang keine weiteren Arbeitskräfte gab, wurden Arbeiterinnen aus Sachsen angeworben. Für diese wurde nicht, wie man meinen könnte, als Wohnplatz das nahegelegene bereits mehrere Jahrhunderte alte Dorf Sachsenweiler angelegt, sondern um 1900 das Marienheim als Wohnheim für alleinstehende junge Frauen. Für die immer zahlreicher werdende Belegschaft entstand etwa 200 Meter nordöstlich der Fabrik der Haltepunkt Spinnerei der Murrbahn. Den Ersten und Zweiten Weltkrieg konnte die Spinnerei nahezu unversehrt überstehen. 1941 wurde der Wohnplatz Spinnerei zusammen mit Steinbach nach Backnang eingemeindet. 1943 waren die Wassernutzungsrechte, die noch von der alten Wassermühle herrührten, endgültig erloschen; die Turbine wurde entfernt.
In den 1970er Jahren kam die J.F. Adolff AG durch die Globalisierung unter Druck. Zeitgleich kam der langjährige Vorstandsvorsitzende Martin Adolff bei einem Sportflugzeugabsturz ums Leben. Der Eisenbahn-Haltepunkt wurde zuletzt 1982 genutzt, seither fahren alle Züge durch. Die Produktion in Backnang musste 1990 eingestellt werden. Zuletzt waren am Standort Backnang noch 62 Mitarbeiter tätig. Das Unternehmen wurde bis 1994 aufgelöst.